# Venas digitales comunes del pie
Las venas digitales comunes del pie o venas metatarsianas dorsales (TA: venae digitales communes pedis) son un conjunto de venas cortas formado por anastomosis de los vasos que integran la red venosa dorsal del pie, constituida por las venas dorsales de los dedos del pie, y el árbol venoso de los espacios interdigitales del pie (arco venoso cutáneo plantar). Se unen a través de los extremos distales de los huesos metatarsianos formando un arco venoso dorsal.